# Ĺ
Ĺ, ĺ (L с акутом) — буква расширенной латиницы.
В словацком языке называется dlhé el («долгое эль») и стоит 21-й по счёту. Обозначает долгий слоговой согласный звук [l̩ː], который противопоставлен краткому слоговому [l̩], который обозначается обычной буквой L. Встречается довольно редко, например, в словах kĺb «сустав» или stĺp «столб».
Буква также применяется для передачи сочетания «ль» в официальной транслитерации белорусских географических названий.